# Front démocrate (Frankrijk)
Het Front démocrate DF (Nederlands: Democratisch Front) is een politieke partij in Frankrijk, die in juni 2014 door Jean-Luc Bennahmias werd opgericht. Bennahmias was tot dan toe lid van de partij Mouvement démocrate (MoDem), maar verliet die partij, omdat hij tegen de  toenadering van die partij met de Union des démocrates et indépendants (UDI) was.
Het Front démocrate sloot zich in oktober 2015 bij de Union des démocrates et des écologistes (UDE) aan. UDE maakt op haar beurt deel uit van de Belle Alliance populaire, een samenwerkingsverband van UDE, de Parti socialiste (PS) en de Parti Radical de Gauche (PRG).
Het Front démocrate is sinds 8 juni 2015 in de Nationale Vergadering vertegenwoordigd in de persoon van François-Michel Lambert. De regionale verkiezingen van 2015 zorgden ervoor dat een aantal leden van het FD in regionale raden en besturen werden gekozen.
Jean-Luc Bennahmias kondigde in juli 2016 zijn kandidatuur voor de voorverkiezingen van centrumlinks aan.

## Ideologie
Bennahmias omschrijft zijn partij als ecologisch en sociaal. Hij probeert een partij te creëren naar het voorbeeld van de Democratische Partij in de Verenigde Staten.

## Websites
- (fr)  www.frontdemocrate.org, gearchiveerd